# Tekija
Tekija es un monasterio(Tekke) derviche construido entre los siglos XV y XVI, durante el reinado del Mufti (un estudioso musulmán que interpreta el shari´a) de Mostar Ziyauddin-Ahmed ibni Mustafa.  El monasterio se asienta bajo una montaña, junto al nacimiento del río Buna.  Se halla a escasos metros de una pequeña población, llamada Blagaj, a 20 km de Mostar.  

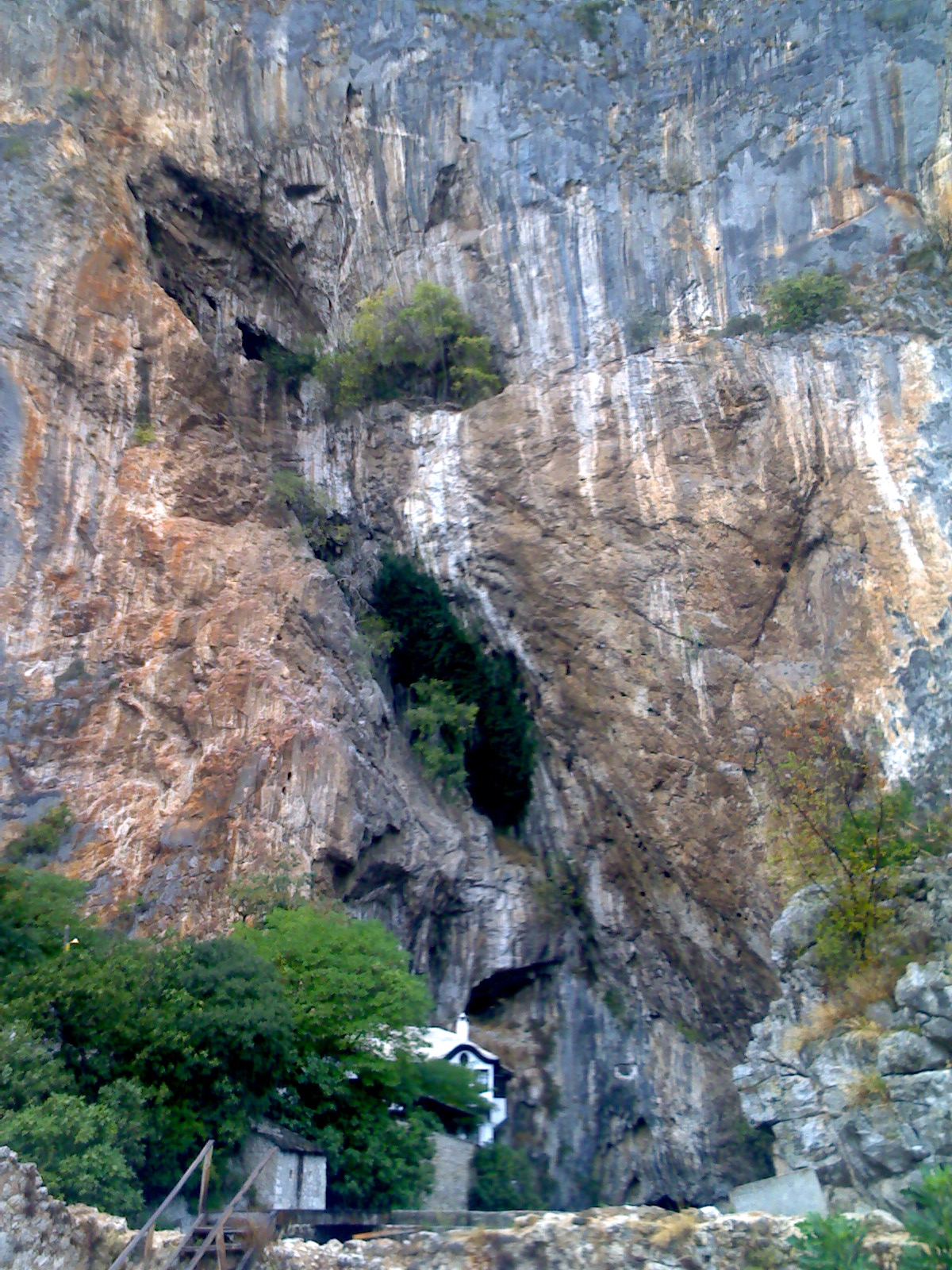
Monasterio derviche.

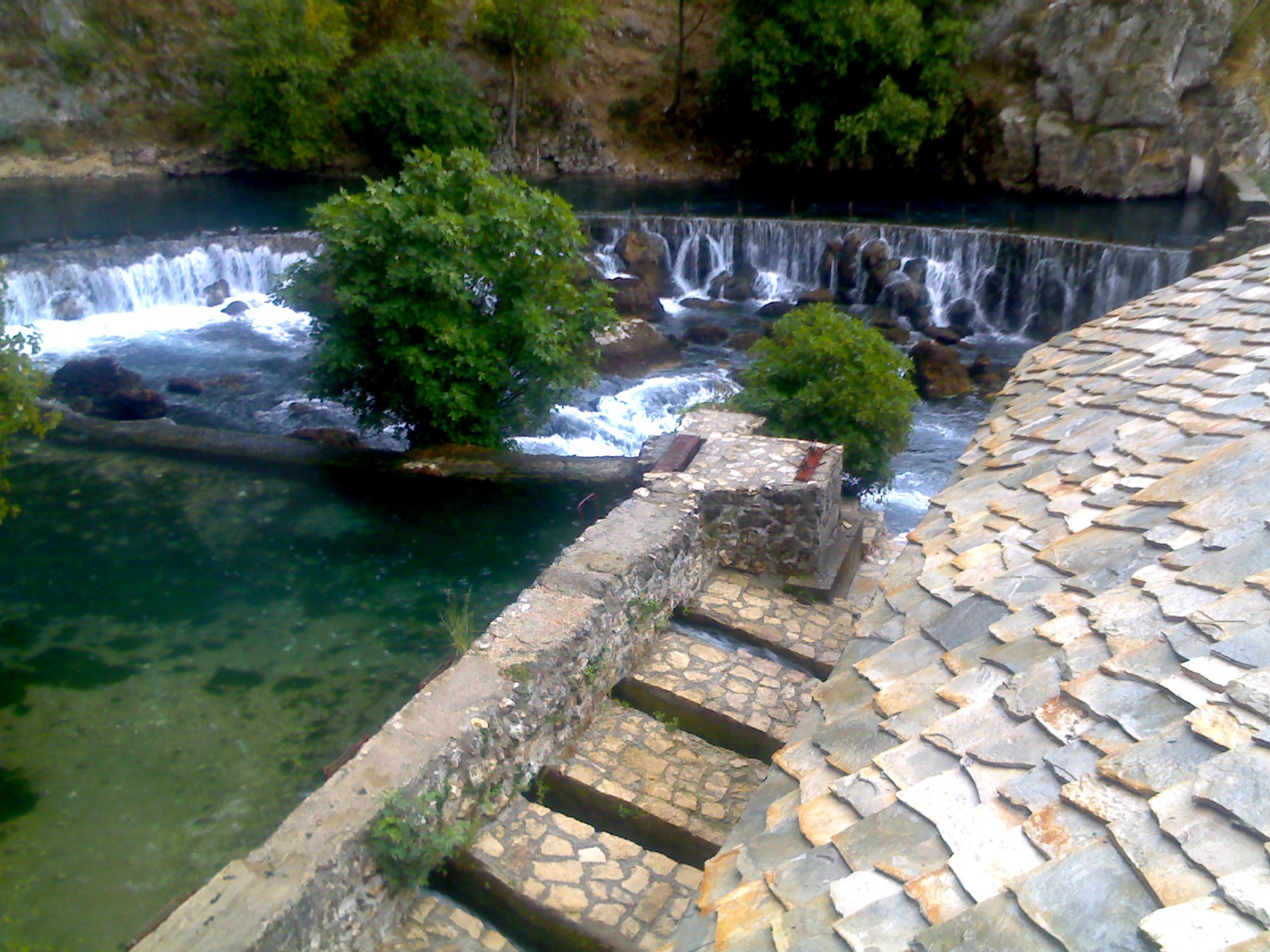
Alrededores.

Los derviches que vivían en el lugar solían mantener amistosas charlas y discusiones científicas.  Junto a Tekija hay una Turbe (santuario, sepulcro, mausoleo) donde se encuentran las tumbas de los jeques Sari Saltuk y Acik Pasha.  Las lápidas guardan los vestigios de Sari-Saltuk and Acik-pasha, los que fueron durante dos largos períodos los jeques de esta tekke.  
En 1851, Omer-Pasha Latas inició un proceso de restauración, llegando a reparar, la Tekija y la musafirhana.  Desde 1952, Tekija se halla bajo protección estatal.  